# Dīsar
Dīsar (persiska: دیسر) är en bondby i Iran.   Den ligger i provinsen Mazandaran, i den norra delen av landet, 150 km nordväst om huvudstaden Teheran. Dīsar ligger 336 meter över havet och antalet invånare är 115.
Terrängen runt Dīsar är varierad.Runt Dīsar är det ganska tätbefolkat, med 116 invånare per kvadratkilometer. Närmaste större samhälle är Ramsar, 3,3 km öster om Dīsar. I omgivningarna runt Dīsar växer i huvudsak blandskog.